# Димитър Селвели
Димитър Селвели е български политик, кмет на Русе, водач на Консервативната партия в града.
Роден е около 1829 г. в	Русчук или Търново, Османска империя. С княжески Указ № 285 от 19 октомври 1879 г. е назначен за кмет на Русе. Негови помощници стават Стефан Трифонов, Хамди ефенди и Георги Малчев. По време на тяхното управление в цялата страна протича цялостна административна реорганизация, свързана с утвърждаването на българския характер на управлението. През 1880 г. се премахват губерниите, а окръзите се поставят под прякото разпореждане на централната власт. Русенската общинска управа насочва много усилия в посока на набавянето на средства за общинската каса, предвид многобройните крайно належащи нужди на града. Един от начините е отдаването под наем на обекти, един от които е градската парна мелница, която е едно от най-модерните предприятия в града. На проведените в началото на август 1880 г. Консервативната партия претърпява загуба и кмет на Русе става либералът Симеон С. Златев.
Димитър Селвели умира през ноември 1896 г. в Русе, Княжество България.